# Мусинский
Мусинский — посёлок в Выгоничском районе Брянской области, в составе Орменского сельского поселения. Расположен в 2 км к востоку от села Малфа. Население — 13 человек (2010).

## История
Основан в 1920-е годы; до 2005 входил в Малфинский сельсовет.
| Годы      | 1926 | 1979 | 1989 | 2002 | 2010 |
| --------- | ---- | ---- | ---- | ---- | ---- |
| Население | 41   | 64   | 24   | 18   | 13   |